# 布鲁克·普拉特利
布鲁克·普拉特利（英語：Brooke Pratley，1980年4月6日—），澳大利亚女子赛艇运动员。她曾代表澳大利亚参加2008年和2012年夏季奥林匹克运动会赛艇比赛，其中2012年奥运会获得一枚银牌。